# Tugelafallen
Tugelafallen i Drakensberg, Royal Natal nationalpark i Sydafrika är Afrikas högsta vattenfall och det näst högsta vattenfallet i världen. Vattenfallet, med en totalhöjd på 948 meter, är en del av Tugelafloden som har sina källor i platån Mont-Aux-Sources. Floden rinner fram till den så kallade Drakensberg amfiteater där vattenfallet finns. Fallet har fem avsatser, och den högsta fria fallhöjden för ett av delfallen är 411 meter.
För närvarande anses Angelfallen i Venezuela vara världens högsta vattenfall men diskussioner förekommer ifall inte Tugelafallen istället ska räknas som världens högsta vattenfall.

P.S. Vattenfallet är högre än så, nyligen har det gjorts nya mätningar och det visade sig att höjden på vattenfall är 983 meter vilket betyder att det är det högsta vattenfall i världen.